# Пионер (лодка)
«Пионер» — универсальная двухместная стеклопластиковая картоп-лодка.

## История
Лодка разработана под руководством Б. Н. Ершова в кооперативе «Курс». Лодка может ходить под парусом, под мотором и под вёслами, в конструкции предусмотрен тент-палатка, предназначенный для защиты рыбака на воде и обеспечения ему ночлега на берегу. Небольшой вес допускает перевозку корпуса лодки на крыше легкового автомобиля. Помимо внутреннего рынка, лодка продавалась в Финляндию, Швецию, Германию, Италию. С 1997 года гребно-моторная версия «Пионера» изготавливается на Псковской лодочной верфи. «Пионер» послужил прототипом для лодки «Лагуна» и швертбота «Лагуна-Комби».
| Технические характеристики        | Показатели    |
| --------------------------------- | ------------- |
| Длина наибольшая, м               | 3,0           |
| Ширина наибольшая, м              | 1,25          |
| Высота борта на миделе, м         | 0,38          |
| Вес корпуса, кг                   | 32            |
| Пассажировместимость, чел.        | 2             |
| Грузоподъёмность, кг              | 220           |
| Мощность подвесного мотора, л. с. | 5             |
| Площадь паруса, м²                | 3,5           |
| Материал корпуса                  | стеклопластик |